# NGC 6380
NGC 6380 (również GCL 68 lub ESO 333-SC14) – gromada kulista znajdująca się w gwiazdozbiorze Skorpiona. Odkrył ją John Herschel 29 czerwca 1834 roku. Jest położona w odległości ok. 35,6 tys. lat świetlnych od Słońca oraz 10,8 tys. lat świetlnych od centrum Galaktyki.